# Mauro Iasi
Mauro Luís Iasi (São Paulo, 10 de fevereiro de 1960) é um pesquisador, historiador, sociólogo, político e professor universitário brasileiro, filiado ao Partido Comunista Brasileiro (PCB). É também poeta com diversos poemas publicados, incluindo uma coletânea deles intitulada Meta amor fases.

## Carreira acadêmica
Formou-se em História na Pontifícia Universidade Católica de São Paulo (PUC-SP), em 1983, obtendo mestrado em 1999 e doutorado em 2004, ambos pela Universidade de São Paulo (USP). Atualmente é professor adjunto da escola de Serviço Social da Universidade Federal do Rio de Janeiro (UFRJ), no Rio de Janeiro. Como também já foi presidente da Associação dos Docentes da UFRJ (AdUFRJ), entre 2011 e 2013.
Anteriormente foi professor da Universidade Metodista de São Paulo (UMESP) e professor titular da Faculdade de Direito de São Bernardo do Campo (FDSBC).
É pesquisador de tópicos como ideologia, consciência de classe, classes sociais, processos políticos, partidos, educação popular e teoria do Estado. Dentre esses, destaca-se o tema da consciência, sobre o qual já lançou os livros O Dilema de Hamlet, o ser e o não ser da consciência, Ensaios sobre consciência e emancipação e As metamorfoses da consciência de classe: o PT entre a negação e o consentimento.
Além disso, Mauro Iasi é educador popular do NEP (Núcleo de Educação Popular) 13 de maio. 

## Carreira política
Durante a juventude, participou do grupo Liberdade e União para o Teatro Amador (LUTA), o qual apresentava peças censuradas pela Ditadura Militar brasileira na década de 1970, cujo conteúdo era de contestação política. Militou ainda no movimento estudantil brasileiro e docente organizado. Em 1979 filiou-se ao Partido Comunista Brasileiro (PCB), porém, deixou o partido por concordar com as divergências que motivaram a saída de Luís Carlos Prestes em 1980. Na década seguinte, envolveu-se nas greves da região do ABC Paulista, consequentemente, também da fundação do Partido dos Trabalhadores (PT), ao qual permaneceu filiado até o ano de 2004, saindo por discordar da prioridade dada à governabilidade. Nesse mesmo ano, retornou ao PCB, de cujo Comitê Central é membro.
Em 2006, foi candidato a vice-governador do Estado de São Paulo na chapa com Plínio de Arruda Sampaio (PSOL), ficando com cerca de 2,5% dos votos.
Foi candidato de seu partido à presidência do Brasil na eleição de 2014. Em sua candidatura presidencial, suas propostas incluem "imediata reversão das privatizações e estatização de setores estratégicos como energia, comunicação, mineração, recursos naturais, transporte e logística de distribuição e produção”, "desoneração da renda do trabalhador e o aumento da tributação de grandes fortunas e patrimônios", “garantia do direito ao aborto”, "estatização dos transportes coletivos para implementar tarifa zero", Universidade Popular de acesso universal ao ensino e de uma formação crítica, "radicalização da democracia direta, o Poder Popular". Posicionou-se contra a restrição posta pela Lei de Responsabilidade Fiscal (LRF), o retrocesso promovido pelo Plano Nacional de Educação (PNE), a perversidade do Presidencialismo de Coalizão, a polícia militarizada (Polícia Militar), as discriminações por cor, gênero, orientação sexual e nacionalidade, a criminalização de usuários das atuais drogas ilícitas, de movimentos sociais e da pobreza, e reforma da maioridade penal, além do capitalismo e do imperialismo. Ainda apontou a corrupção como endemia do capitalismo. Obteve por fim,  47.845 votos (0,05% dos votos válidos), melhorando a marca da candidatura do PCB em 2010.

## Desempenho em eleições
| Ano  | Eleição         | Coligação                                          | Partido | Candidato a     | Votos           | Resultado  |
| ---- | --------------- | -------------------------------------------------- | ------- | --------------- | --------------- | ---------- |
| 2006 | Estaduais em SP | Frente de Esquerda por São Paulo (PSOL, PCB, PSTU) | PCB     | Vice-governador | 532.470 (2,49%) | Não eleito |
| 2014 | Presidencial    | sem coligação                                      | PCB     | Presidente      | 47.845 (0,05%)  | Não eleito |

## Obras
- O dilema de Hamlet: o ser e o não ser da consciência (Boitempo, 2002)
- As metamorfoses da consciência de classe: o PT entre a negação e o consentimento (Expressão Popular, 2006)
- Ensaios sobre consciência e emancipação (Expressão Popular, 2007)
- Meta amor fases (Expressão Popular, 2008)
- Política, Estado e Ideologia (Instituto Caio Prado Jr., 2017)